# Frank-Walter Steinmeier
Frank-Walter Steinmeier (/ˈfʁaŋkˌvaltɐ ˈʃtaɪ̯nˌmaɪ̯ɐ/), né le 5 janvier 1956 à Detmold (Rhénanie-du-Nord-Westphalie), est un homme d'État allemand. Membre du Parti social-démocrate (SPD), il est président de la République fédérale d'Allemagne depuis le 19 mars 2017.
Proche collaborateur de Gerhard Schröder, alors ministre-président de Basse-Saxe durant les années 1990, il est directeur de la chancellerie fédérale entre 1999 et 2005. Durant ces six années, il concourt à la conception puis à la mise en œuvre des réformes prévues par l'Agenda 2010.
À la suite de la formation d'une grande coalition sous la conduite d'Angela Merkel en 2005, il est nommé ministre fédéral des Affaires étrangères puis devient  vice-chancelier deux ans plus tard tout en conservant son portefeuille ministériel. Candidat des sociaux-démocrates à la chancellerie lors des élections fédérales de 2009, il voit son parti essuyer une défaite historique face aux conservateurs. Il devient ensuite président de son groupe parlementaire au Bundestag.
Après avoir renoncé à diriger la campagne du SPD au profit de Peer Steinbrück pour les élections fédérales de 2013, il est de nouveau nommé ministre fédéral des Affaires étrangères dans le cadre d'une nouvelle grande coalition dirigée par Angela Merkel.
Il est choisi comme candidat de consensus pour l'élection présidentielle de 2017, après le retrait du président sortant Joachim Gauck. Bénéficiant de l'appui d'une large majorité à l'Assemblée fédérale, il remporte le scrutin dès le premier tour. Il est réélu en 2022.

## Biographie

### Jeunesse et études
Né à Detmold et ayant grandi à Schieder-Schwalenberg, en Rhénanie-du-Nord-Westphalie, Frank-Walter Steinmeier est le fils de Walter Steinmeier, ouvrier, et d'Ursula Steinmeier née Broy ; sa branche familiale paternelle est affiliée à l'Église de Lippe, l'une des rares congrégations religieuses calvinistes d'Allemagne tandis que sa mère, originaire de Breslau (Wrocław), est issue d'une famille de réfugiés d'obédience luthérienne expulsée de Silésie après la Seconde Guerre mondiale. Après avoir passé son Abitur en 1974 à Blomberg, il accomplit pendant deux ans son service militaire.
En 1976, il entre à l'université de Gießen pour y entamer des études supérieures de droit, auquel il ajoute les sciences politiques quatre ans plus tard. Il obtient son premier examen juridique d'État en 1982, puis décroche le second en 1986. Il commence aussitôt à travailler comme associé de recherche au département de droit public de la faculté de droit, avant de se voir décerner un doctorat en 1991.

### Mariage et descendance
En 1995, Frank-Walter Steinmeier épouse la juge administrative Elke Büdenbender, rencontrée durant ses études de droit à l'université de Gießen. De ce mariage naît une fille, prénommée Merit, en 1996. Au mois d'août 2010, Steinmeier s'est provisoirement démis de ses fonctions politiques pour donner un rein à son épouse, gravement malade, afin de la sauver ; ce geste a suscité la sympathie de l'opinion publique allemande.
Le couple vit à Zehlendorf, un quartier situé dans l'arrondissement de Steglitz-Zehlendorf, à Berlin.

## Carrière politique

### Premières années
Juste après avoir obtenu son doctorat, Frank-Walter Steinmeier est recruté comme conseiller pour le droit et la politique des médias de la chancellerie régionale de Basse-Saxe. Deux ans plus tard, en 1993, il est désigné chef du cabinet de Gerhard Schröder, à l'époque ministre-président du Land. avant d'être nommé, l'année suivante, à la direction du département d'orientation politique de coordinations et de planification gouvernementale pour une période de deux ans.
À l'issue de ce mandat, il est nommé secrétaire d'État et directeur de la chancellerie de Basse-Saxe ; il gagne la confiance de Schröder qui l'invite à le suivre après la victoire du SPD aux élections fédérales du 27 septembre 1998.

### Directeur de la chancellerie fédérale

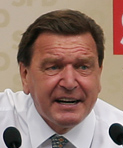
Gerhard Schröder en 2005.

Désigné secrétaire d'État auprès de Gerhard Schröder, devenu chancelier fédéral au mois de novembre 1998, il remplace Bodo Hombach comme directeur de la chancellerie fédérale, sans obtenir toutefois le poste honorifique de ministre fédéral avec attributions spéciales contrairement à son prédécesseur qui cumulait ces deux fonctions.
Durant les six années de son mandat, il devient un proche confident politique du chancelier Schröder, étant même considéré comme son bras droit. Gestionnaire et pragmatique, il participe à l'élaboration et à la mise en œuvre de la réforme des retraites et du système de santé au mois de décembre 2002 ; il contribue, surtout, à la préparation d'un grand programme de réformes d'inspiration social-libérales, connu sous le nom d'Agenda 2010 et destiné à réduire les déficits publics et accroître la compétitivité économique du pays. Dans cette optique, il siège au comité de pilotage pour la mise en œuvre de la réforme Hartz IV, qui assouplit les indemnités chômage.
En sa qualité de délégué pour le renseignement puis de directeur de la chancellerie, il se spécialise en politique étrangère et géopolitique. Il participe ainsi à la réunion de crise suivant les attentats du 11 septembre 2001 aux côtés du chancelier et des ministres fédéraux des Affaires étrangères, de l'Intérieur et de la Défense. Il préside également les réunions des secrétaires d'État et les réunions des secrétaires d'État chargés des questions européennes ; son arbitrage s'y est révélé plusieurs fois décisif.

### Ministre des Affaires étrangères

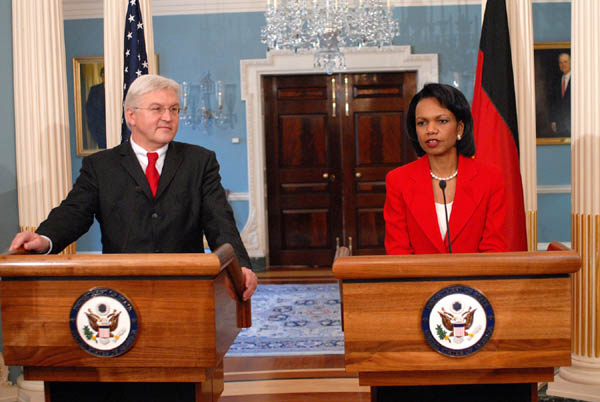
Frank-Walter Steinmeier et Condoleezza Rice, à Washington D.C., en 2007.

À la suite des élections fédérales anticipées du 18 septembre 2005, la CDU/CSU et le SPD, incapables de constituer une coalition avec leur allié traditionnel, décident de former une grande coalition sous la direction d'Angela Merkel, présidente de la CDU et candidate chrétienne-démocrate à la chancellerie. Celle-ci, finalement désignée chancelière, présente son gouvernement fédéral de coalition le 22 novembre suivant ; dans ce cabinet, Frank-Walter Steinmeier se voit confier le poste de ministre fédéral des Affaires étrangères. Premier social-démocrate nommé à ce poste depuis l'intérim d'Helmut Schmidt en 1982, il est le premier nommé à le détenir de façon permanente depuis Willy Brandt, en 1966. Cette nomination prestigieuse est vue comme une surprise, puisque cet inconnu du grand public est alors considéré comme proche de Gerhard Schröder, mais elle suscite toutefois des réactions positives, y compris du respecté Hans-Dietrich Genscher, titulaire du poste de 1974 à 1992. À la différence de nombre de ses prédécesseurs, il n'est toutefois pas nommé vice-chancelier.
En prenant ses fonctions, il doit se charger des prérogatives de la présidence du Conseil de l'Union européenne, que l'Allemagne doit assumer à partir du premier semestre de 2007. À ce titre, il est considéré comme l'un des architectes du traité de Lisbonne.
Le 21 novembre 2007, à la faveur d'un remaniement ministériel provoqué par la démission de Franz Müntefering, il récupère la fonction de vice-chancelier, ce qui fait de lui le « numéro deux » du gouvernement fédéral et, surtout, l'interlocuteur principal de Merkel au sein du cabinet.
Dès sa nomination, Frank-Walter Steinmeier entretient de bonnes relations avec la chancelière Merkel, malgré des désaccords les opposant parfois en matière de politique étrangère mais si plusieurs questions sensibles, comme le programme nucléaire iranien ou la lutte contre le réchauffement climatique, suscitent leurs convergences.
S'agissant de la politique étrangère, il considère que les principaux alliés de l'Allemagne sont la France et les États-Unis ; en outre, il insiste beaucoup sur le rôle de l'OTAN. Néanmoins, Steinmeier fait également valoir ses sympathies pour la Russie, considérant qu'une ouverture à l'égard de ce pays vaudrait mieux qu'un isolement ; en cela, il explique être favorable à ce qu'il nomme une « Ostpolitik », une politique étrangère tournée vers l'est inspirée au début des années 1970 par le chancelier fédéral social-démocrate Willy Brandt. Cette prise de position lui a été reprochée, y compris au sein de son propre camp. Au mois de mai 2008, il est le premier dignitaire étranger reçu par le nouveau président de la fédération de Russie, Dmitri Medvedev, successeur de Vladimir Poutine, devenu pour sa part président du gouvernement.

### Candidat social-démocrate à la chancellerie

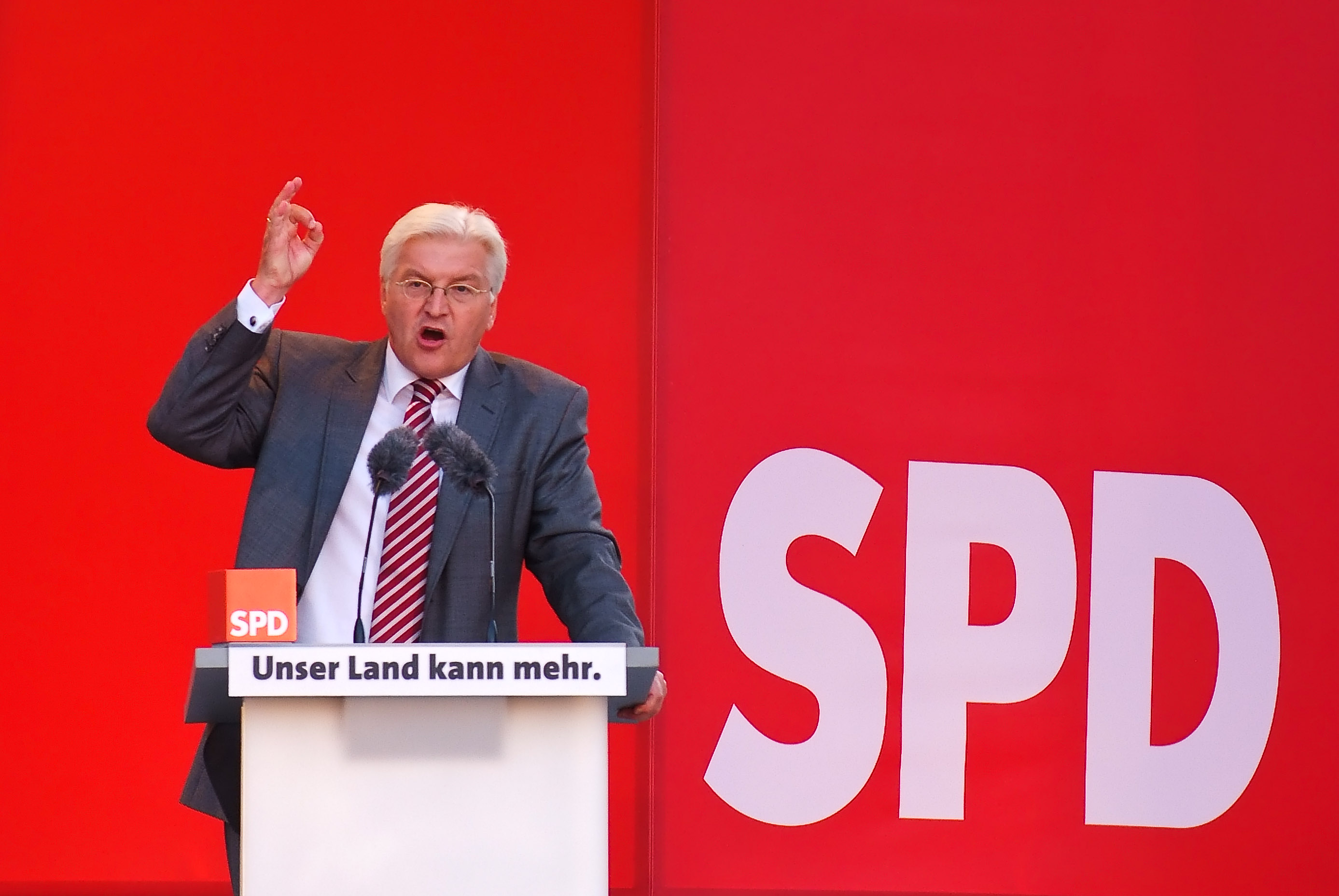
Frank-Walter Steinmeier en campagne à Kiel, en septembre 2009.

Le 7 septembre 2008, à un an des prochaines élections législatives, prévues en 2009, le président fédéral du Parti social-démocrate, Kurt Beck, annonce sa démission. Steinmeier prend sa succession à titre provisoire et devient le candidat du SPD à la chancellerie fédérale ; ce remaniement à la tête du parti est très largement ratifié par les délégués au congrès extraordinaire du parti qui l'approuvent avec 95 % des voix lors du vote du 18 octobre suivant.
Lors de campagne, placé sous le slogan « Notre pays peut faire plus », il promet, grâce à un programme baptisé « plan pour l'Allemagne », d'atteindre le plein emploi en 2020 en créant quatre millions d'emplois, dont deux millions dans l'industrie, un million dans la santé, cinq cent mille dans l'innovation et cinq cent mille dans d'autres secteurs tels les services. Il veut en outre encourager le développement des énergies renouvelables ou de la voiture électrique et promouvoir un plan pour les petites et moyennes entreprises en associant le gouvernement fédéral, l'industrie, les syndicats et les PME.
Il affiche également comme objectif que la moitié des jeunes obtiennent leur Abitur, et annonce son intention de faire adopter une loi sur l'égalité des sexes, afin que les femmes soient mieux représentées dans les conseils d'administration et aussi bien rémunérées que les hommes.
Si le candidat social-démocrate jouit personnellement d'une cote de popularité satisfaisante, son parti, à l'issue des élections du 27 septembre 2009 ne recueille que 23 % des suffrages derrière les Unions chrétiennes emmenées par la chancelière Angela Merkel, favorite pour être reconduite à la tête du gouvernement fédéral ; avec une chute de onze points par rapport aux précédentes élections, c'est le plus mauvais résultat recueilli par les sociaux-démocrates depuis l'instauration de la République fédérale en 1949. « C'est un jour amer pour la social-démocratie allemande, il n'y a aucun moyen de présenter favorablement ce résultat » reconnaît Steinmeier le soir-même du scrutin. Un mois plus tard, le 28 octobre suivant, Angela Merkel présente son deuxième gouvernement, formé avec les libéraux-démocrates, mettant un terme à la grande coalition rassemblant d'une part les conservateurs et d'autre part les sociaux-démocrates.

### Chef de l'opposition parlementaire
Malgré la cuisante défaite du parti qu'il a conduit, Frank-Walter Steinmeier, élu député dans la circonscription 61, située dans le Land de Brandebourg, avec 32,8 % des voix, est largement désigné, le 27 octobre 2009, président du groupe SPD au Bundestag, par 126 députés sur 146, soit 86 % des voix. Il devient de facto le chef de l'opposition parlementaire à la coalition noire-jaune emmenée par Angela Merkel, partageant toutefois la tête de cette opposition avec le nouveau président fédéral du SPD, Sigmar Gabriel.
Il annonce le 23 août 2010 son retrait temporaire de la vie politique afin de pouvoir donner un rein à son épouse, gravement malade. Il demande alors à Joachim Poß, vice-président du groupe depuis 1999, de le remplacer provisoirement, et à Thomas Oppermann de rester secrétaire général parlementaire. Il fait cependant son retour le 25 octobre.
Pressenti, comme Sigmar Gabriel et l'ancien ministre fédéral des Finances Peer Steinbrück, pour représenter son parti à l'occasion des élections fédérales du mois de septembre 2013, Steinmeier annonce, le 28 septembre 2012, se désister au profit de Steinbrück, jugé plus populaire que lui, pour mener la campagne du SPD contre Angela Merkel.

### Retour au ministère des Affaires étrangères

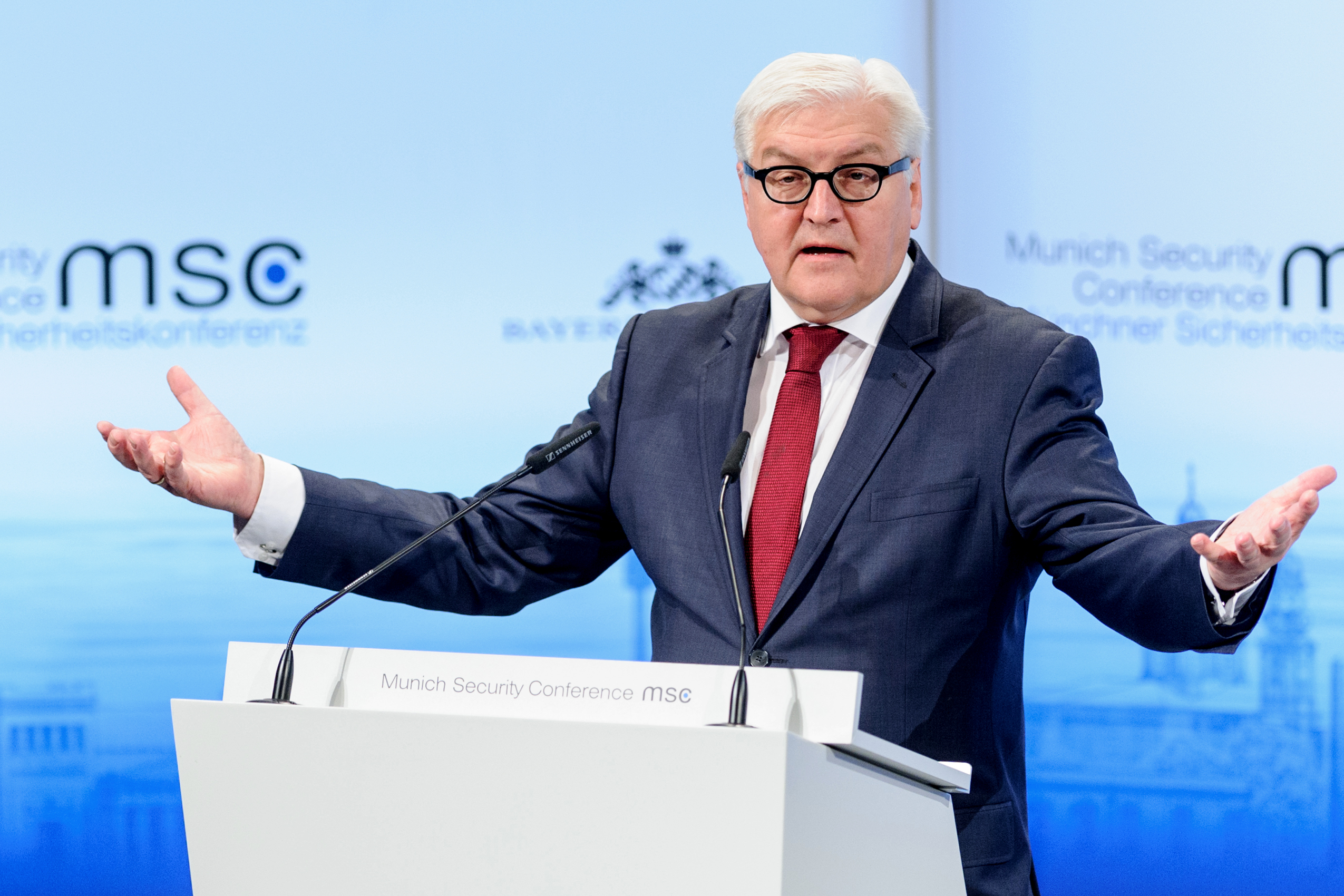
Frank-Walter Steinmeier à la Wehrkunde de Munich, le 1 février 2014.

À l'occasion des élections fédérales du 22 septembre 2013, au cours desquelles le SPD stagne à 25 % tandis que la CDU/CSU rate de peu la majorité absolue avec 41,5 % et que le Parti libéral-démocrate est exclu du Bundestag, il est réélu dans sa circonscription avec 33,1 % des suffrages, soit 0,3 points de plus que le candidat de la CDU. À l'ouverture de la législature, le 18 octobre, il est reconduit à la présidence du groupe parlementaire.
Les sociaux-démocrates acceptent de s'allier à la chancelière sortante pour former une grande coalition dans laquelle Frank-Walter Steinmeier retrouve, le 17 décembre suivant, le poste de ministre fédéral des Affaires étrangères ; il remplace, à cette fonction, le libéral-démocrate Guido Westerwelle, dont le parti s'est effondré à l'issue du scrutin au point de ne plus être représenté au Bundestag. Il est alors remplacé à la présidence du groupe, le 16 décembre, par le secrétaire général des députés sociaux-démocrates, Thomas Oppermann.
En 2014, Frank-Walter Steinmeier devient l'une des personnalités politiques préférées des Allemands, derrière le président Joachim Gauck, la chancelière Angela Merkel et le ministre des Finances Wolfgang Schäuble.
Russophile, considérant les relations avec la Russie comme stratégiques pour l'Allemagne, il est particulièrement investi dans les négociations internationales visant à apaiser la crise ukrainienne de 2013-2014.

### Élection présidentielle de 2017

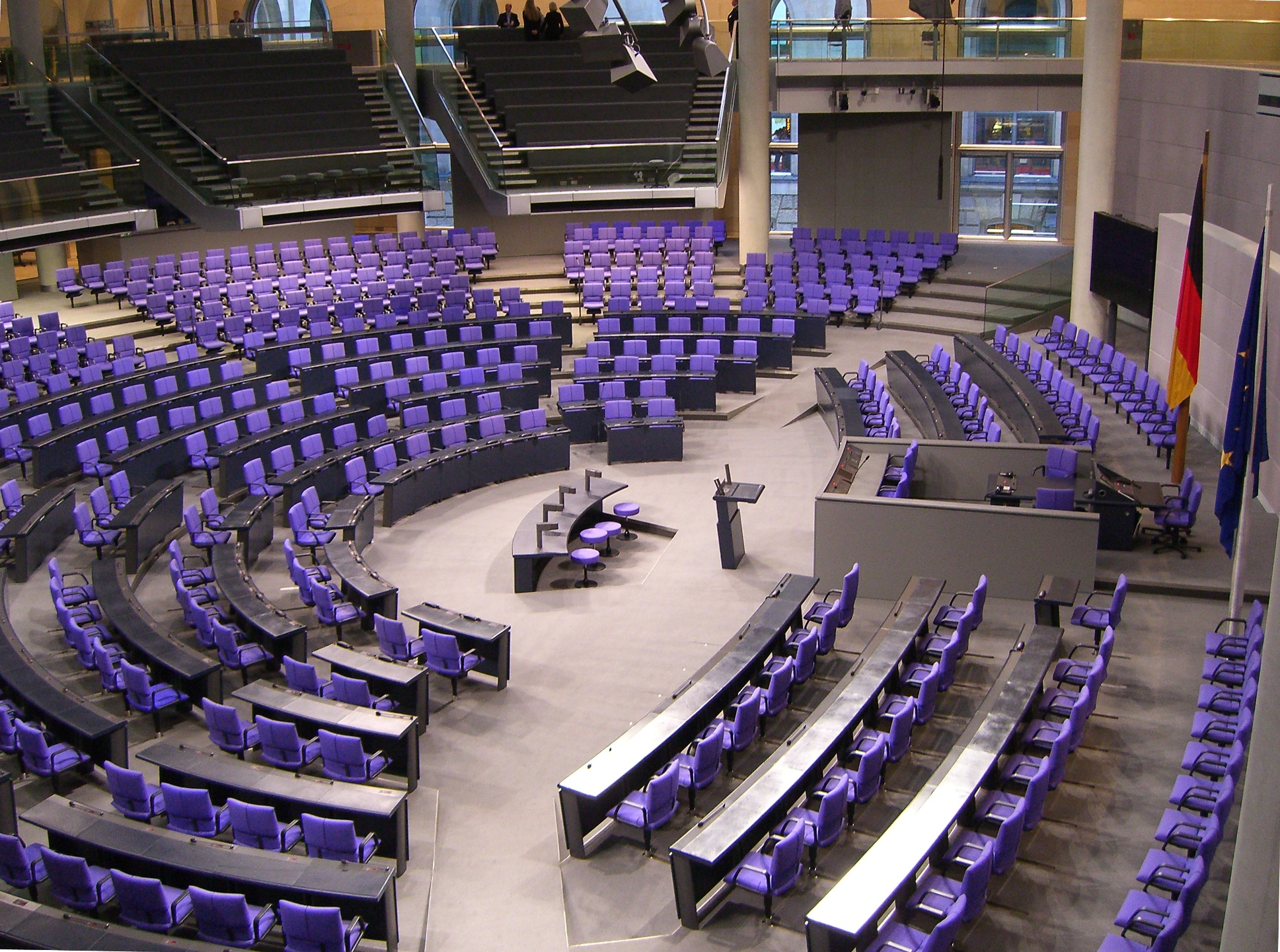
L'hémicycle du Bundestag, où se tient l'Assemblée fédérale.

Alors que le président de la République fédérale Joachim Gauck a annoncé, le 6 juin 2016, qu'il renonçait à briguer un second mandat de cinq ans, Frank-Walter Steinmeier fait partie des plus sérieux prétendants à la fonction présidentielle. La presse allemande estime, en effet, qu'il est sérieusement pressenti pour être le candidat des sociaux-démocrates à l'élection présidentielle du 12 février 2017, d'autant qu'une large partie de l'opinion publique semble être favorable à l'éventuelle élection de Steinmeier à la présidence fédérale, bien que l'idée d'une candidature de Steinmeier ait été ouvertement évoquée plusieurs mois avant le renoncement du chef de l'État sortant.
Désigné candidat par le SPD sur la proposition de son président Sigmar Gabriel, il reçoit quelques jours plus tard, le 14 novembre 2016, le soutien de la CDU/CSU dirigée par la chancelière Angela Merkel, ce qui rend son élection à la présidence fédérale inéluctable puisque les trois formations bénéficient de la majorité absolue à l'Assemblée fédérale Dans les semaines qui suivent sa désignation, il promet, dans la lignée des précédents présidents fédéraux, de maintenir le pays uni autour de ses valeurs fédérales et dit sa détermination à ne pas succomber « sans limite à la simplification », qui favoriserait selon lui la montée des populismes en Allemagne comme en Europe.
Le 12 février 2017, Steinmeier est largement élu président fédéral en recueillant 931 voix face à quatre autres concurrents ; il accepte immédiatement le vote, comme le veut la tradition, avant de prononcer une brève allocution durant laquelle, après avoir rendu un vibrant hommage à son prédécesseur Joachim Gauck, présent dans les tribunes du public, il incite ses concitoyens à « défendre ce qui [a été] acquis : la liberté et la démocratie dans une Europe unie », les enjoignant également à « faire la différence entre les faits et les mensonges ». La presse allemande, qui salue un discours consensuel, note que le président fédéral élu faisait indirectement référence au président américain Donald Trump et l'exercice controversé du pouvoir par celui-ci ; le quotidien Berliner Morgenpost va jusqu'à le surnommer « le président anti-Trump ».

### Président fédéral

#### Premier mandat
Âgé de 61 ans, Frank-Walter Steinmeier est appelé à devenir le douzième président fédéral d'Allemagne (Bundespräsident) à compter du 19 mars 2017, c'est-à-dire l'échéance du mandat présidentiel de Joachim Gauck. Son élection constitue un événement particulier, près de sept mois avant les prochaines élections fédérales, puisqu'il est le premier social-démocrate depuis Johannes Rau à accéder à la magistrature suprême ; en outre, il est le premier président fédéral ayant siégé au sein du gouvernement fédéral depuis Walter Scheel, qui fut lui-même numéro deux de l'exécutif et chef de la diplomatie avant son élection.
S'il prend effectivement ses fonctions le 19 mars 2017, il doit cependant attendre le 22 mars suivant pour prêter serment devant l'Assemblée fédérale.
Premier chef d'État allemand à venir à Yad Vashem, il s'exprime lors du 5e Forum mondial de l'Holocauste le 23 janvier 2020 à Jérusalem. Il commence et termine son discours en hébreu par la bénédiction Schehechejanu : « Louez le Seigneur […] de m'avoir laissé vivre jusqu'ici aujourd'hui. » Il reconnaît la culpabilité allemande pour l'Holocauste et assure : « Nous combattons l'antisémitisme ! Nous bravons le poison du nationalisme ! Nous protégeons la vie juive! Nous sommes du côté d'Israël ! Je renouvelle cette promesse ici à Yad Vashem aux yeux du monde ».
Le 8 décembre 2021, à la suite des élections fédérales, Frank-Walter Steinmeier nomme le social-démocrate Olaf Scholz nouveau chancelier fédéral après que celui-ci a été élu par le Bundestag avec le soutien d'une coalition « en feu tricolore » rassemblant le SPD, les Grünen et le FDP, et qui prête serment devant les députés quelques heures plus tard, succédant ainsi à Angela Merkel.

#### Réélection et second mandat

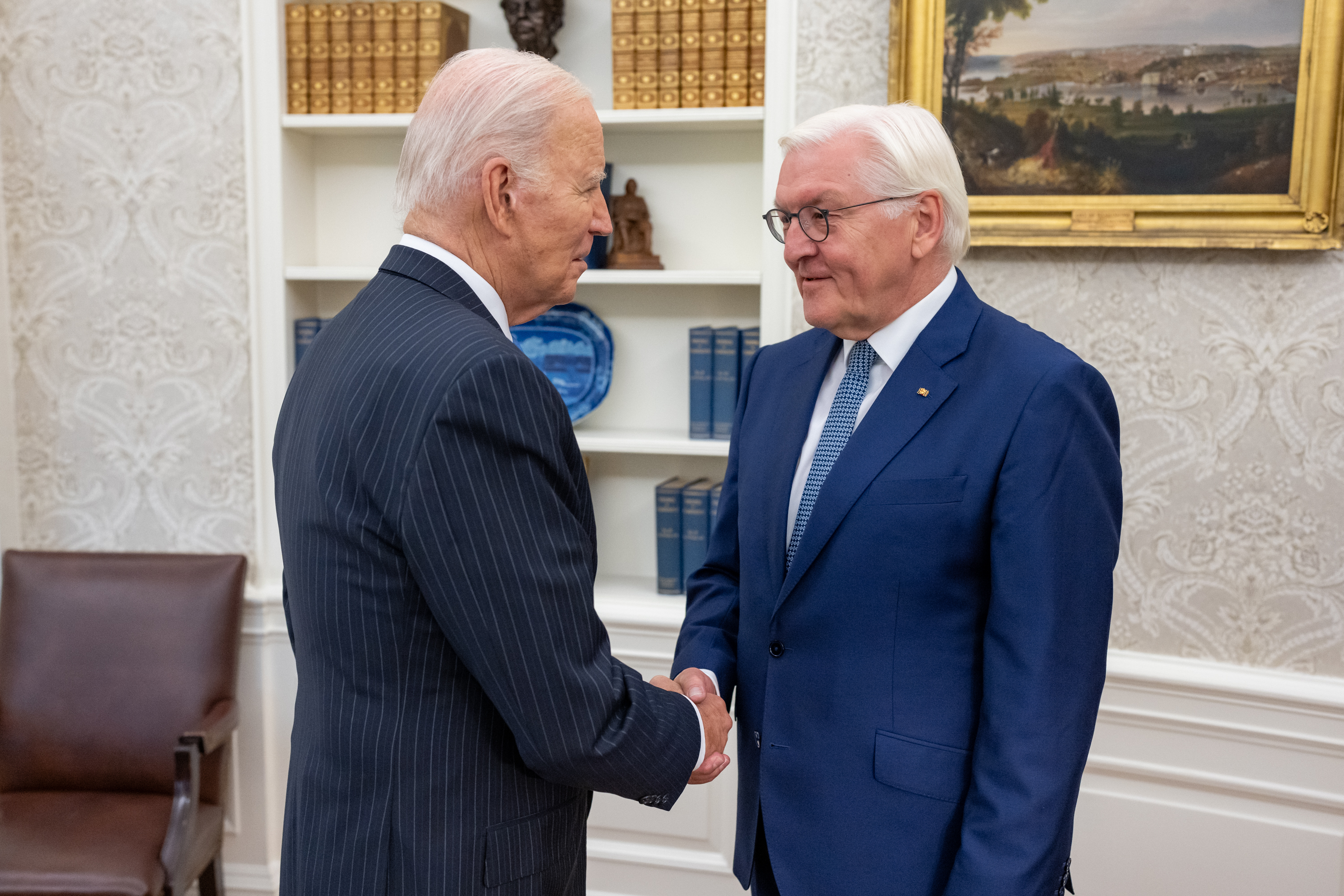
Rencontre avec le président des États-Unis à la Maison Blanche en 2023.

Bénéficiant du soutien des principaux partis représentés à l'Assemblée fédérale, le président sortant Frank-Walter Steinmeier est le candidat favori à l'élection présidentielle allemande de 2022,,. Il est ainsi largement réélu le 13 février 2022 par 78,04 % des suffrages exprimés, soit 1 045 voix contre 140 voix (10,45 %) à Max Otte, candidat de l'AfD,. Steinmeier est le premier président social-démocrate réélu.
Ancien ministre des Affaires étrangères avant son premier mandat, il met à profit son discours post électoral pour s'exprimer sur la crise alors en cours entre l'Ukraine et la Russie, accusant directement cette dernière d'en porter la responsabilité et appelant l'ensemble des responsables politiques allemands à faire preuve de fermeté à son égard pour préserver la paix. Le discours présidentiel est remarqué pour sa prise de position ferme et sans ambiguïté, à l'opposé de celle du chancelier Olaf Scholz, dont le flou sur le sujet fait alors l'objet de critiques,.
Le second mandat de Steinmeier débute le 19 mars 2022.
Au cours de l'invasion de l'Ukraine par la Russie débutée le 24 février 2022, il est déclaré persona non grata par Kiev et doit annuler sa visite dans la capitale ukrainienne en raison de sa politique envers la Russie lorsqu'il était ministre des affaires étrangères, notamment son opposition à l'entrée de l'Ukraine dans l'OTAN en 2008 et son soutien passé à la construction du gazoduc Nord Stream 2,.

## Positions politiques
Dans le passé, l'association Human Rights Watch a reproché à Frank-Walter Steinmeier d'être un « avocat de la Realpolitik », sous-entendant par-là que dans les relations avec les pays que sont la Chine et la Russie, les droits de l'Homme ne seraient à ses yeux que « secondaires ».
Farouchement opposé à la peine de mort, qui « va à l'encontre de [l']éthique et [des] principes moraux » de l'Allemagne, il s'est prononcé pour l'abolition de la peine capitale dans les pays qui maintiendraient dans leur code pénal la peine capitale. Après l'évocation, par le président turc Recep Tayyip Erdoğan, d'un possible rétablissement de la peine de mort pour punir les auteurs de la tentative de coup d'État menée au mois de juillet 2016 en Turquie, Steinmeier a averti qu'une telle initiative réduirait à néant les chances d'intégration du pays dans l'Union européenne.
Au mois d'août 2016, il a publiquement qualifié Donald Trump, alors candidat républicain à la présidence des États-Unis, de « prédicateur de haine », s'insurgeant contre l'outrance et les insultes proférées par le candidat durant sa campagne présidentielle.

## Controverses

### Murat Kurnaz
Il a été reproché[Par qui ?] à Steinmeier d’avoir rejeté la proposition du ministère de la défense des États-Unis et de la CIA de transférer de Guantanamo vers l’Allemagne le détenu Murat Kurnaz. Ce détenu a passé cinq ans dans la prison de Guantanamo de janvier 2002 à octobre 2006. La proposition de transfert ayant été formulée dès septembre 2002, le refus de Steinmeier en tant que responsable politique aurait donc forcé directement la prolongation de la détention de Murat Kurnaz,. Une commission d'enquête parlementaire (BND-Untersuchungsausschuss) s’est saisie de l’affaire et a conclu qu’une telle proposition venant des États-Unis d’Amérique n’avait pas été formulée.

### Guerre d’Irak
En 2003, malgré le refus du gouvernement Schröder de participer à la guerre d’Irak, le Service fédéral de renseignement (Bundesnachrichtendienst – BND) aurait apporté son soutien aux forces armées américaines. Le chef des services de renseignements à ce moment était Steinmeier. Une commission d'enquête parlementaire est alors saisie pour clarifier cette affaire. Dans le cadre de ses investigations, Steinmeier est plusieurs fois entendu par la commission en tant que témoin. En décembre 2008, plusieurs généraux américains déclarent publiquement que l’aide du Service fédéral de renseignement allemand a été décisive dans le déroulement des opérations en Irak. Les membres de partis politiques d’opposition mais aussi des personnalités politiques de l’union CSU/CDU virent ces déclarations comme une confirmation des soupçons. À l’inverse, Steinmeier déclara que les déclarations des généraux étaient de fausses informations.

### Chant pour l’intégration avec Muhabbet
Le 12 novembre 2007, Steinmeier accompagné par son collègue Bernard Kouchner prend part à un chant avec le chanteur turc Muhabbet. Le chant était destiné à faire la promotion de l’intégration et de la lutte contre la violence. Cependant, un jour après cet évènement, la journaliste de télévision Esther Schapira fait une déclaration radicale en rapportant que le chanteur Muhabbet faisait la promotion de la violence et de la criminalité dans ses chansons mais également qu’il était un islamiste et qu’il avait justifié l’assassinat de Theo van Gogh,. À la suite de quoi le chanteur a rejeté ces accusations et pris ses distances avec ces supposées accusations.

### Accusations de plagiat par Uwe Kamenz et VroniPlag Wiki
Le 29 septembre 2013, le magazine Focus rapporte que le professeur d’économie de la Haute école de Dortmund soupçonne Steinmeier de plagiat pour son doctorat,. Steinmeier réagit en qualifiant ces soupçons d’absurdes et invite le jour suivant le président de l’université Justus-Liebig de Gießen, Joybrato Mukherjee, à réaliser un examen formel. À la suite de ces déclarations, le 5 novembre 2013, un quart du doctorat de Steinmeier se voit catégorisé comme plagiat (95 pages sur 395) par VroniPlag Wiki (de) (Wiki dédié au contrôle des travaux académiques allemands vis-à-vis du plagiat). Il s'agit le plus souvent de citations mot pour mot d'autres travaux sans que cela soit clairement indiqué (par exemple : absence de guillemets pour encadrer une citation). La vérification par l'université prend fin de son propre gré le 5 novembre 2013. Les conclusions pointent alors des « faiblesses par rapport aux citations d'autres travaux » mais ne relèvent pas de volonté de tromper. La vérification conclut qu'il ne peut pas être reproché à l'auteur d'avoir voulu frauder pour l'essentiel de son doctorat et que pour cette raison son titre ne peut pas lui être retiré pour plagiat. Le directeur de la commission pour une bonne pratique scientifique de l'université est par la suite cité par le Tagesspiegel. Selon lui Steinmeier avait pensé que l'utilisation des guillemets servait avant tout à « mettre en valeur une citation ».

### Divulgation d’information à la NSA
En août 2013, au début du scandale des écoutes de la NSA, Steinmeier, alors coordinateur des services secrets allemand, se voit reprocher d’avoir approuvé un travail de coopération avec les services secrets américains pour la surveillance de certaines télécommunications,,. Steinmeier se défend alors en déclarant que cette affaire n’a rien à voir avec la surveillance ciblée de données en Allemagne, surveillance qui avait débuté en 2005. Cependant, Steinmeier était en novembre 2005 coordinateur des services secrets allemand jusqu’à l’élection du gouvernement de Angela Merkel. La transmission de données effectuée par les services secrets allemands qui avaient mis sous écoute un nœud de données à Francfort puis transféraient aux services américains les données ainsi récoltées, avait commencé en 2004 pour se poursuivre jusqu’en 2007. Il était alors techniquement impossible pour les services allemands de filtrer les données de citoyens allemands non ciblés. Ce qui revient à dire que Steinmeier avait bel et bien approuvé la surveillance de citoyens allemands par les services secrets américains.

### Refus de la reconnaissance du génocide arménien
Lors des débats en Allemagne pour la reconnaissance du génocide arménien dans le cadre du centenaire des massacres, Steinmeier s’est illustré comme l'opposant le plus actif à cette reconnaissance. La raison invoquée étant la possible relativisation de l'Holocauste si le génocide était également reconnu. Cette prise de position lui a attiré de nombreuses critiques,, notamment en raison du soutien alors exprimé à Steinmeier par le président israélien Reuven Rivlin.

### Refus de rencontrer le Dalaï-Lama
Il a ouvertement attaqué Angela Merkel au cours de sa réunion de 2007 avec le Dalaï-lama, l'accusant de « jouer avec l'opinion publique » sans tenir compte de l'efficacité de la réunion pour améliorer les droits politiques ou religieux sur le terrain en Chine. En 2008, il a également refusé de rencontrer le Dalaï-lama lors de sa visite de cinq jours en Europe, arguant qu'une telle réunion pourrait miner les efforts internationaux visant à promouvoir des contacts soutenus entre la Chine et le Tibet. Steinmeier a notamment publié la déclaration suivante « il faut beaucoup de courage pour ne pas rencontrer le Dalaï-lama aujourd'hui ». The New York Times a décrit cette prise de position comme « extraordinairement cynique » et a accusé Steinmeier de donner la priorité aux intérêts des entreprises sur les droits de l'homme.

### Liens avec la Russie
Russophile, Frank-Walter Steinmeier a défendu de nombreuses années le projet de gazoduc Nord Stream 2 entre la Russie à l'Allemagne. Il a reconnu publiquement cette erreur. Le 12 avril 2022, le gouvernement ukrainien a refusé que le président allemand se rende en Ukraine.

## Distinctions

### Décorations
- Grand-croix de l'ordre du Mérite de la République fédérale d'Allemagne ( Allemagne)
- Grande étoile de l’ordre du Mérite ( Autriche)
- Grand cordon de l'ordre de Léopold Ier ( Belgique)
- Collier de l'ordre Makarios III (en) ( Chypre)
- Chevalier de l'ordre de l'Éléphant ( Denmark)
- Grand-croix de l'ordre national du Mérite (Équateur) (en) ( Équateur)
- Chevalier du collier de l’ordre d’Isabelle la Catholique ( Espagne)
- Grand-croix avec collier de l'ordre de la Rose blanche ( Finlande)
- Grand officier de la Légion d'honneur[61] ( France)
- Grand-croix avec collier de l'ordre du Faucon ( Islande)
- Chevalier grand-croix avec collier de l'ordre du Mérite de la République italienne[62] ( Italie)
- Grand-croix de l'ordre des Trois Étoiles ( Lettonie)
- Grand-croix de l'ordre royal du Mérite ( Norvège)
- Collier de l'ordre pro Merito Melitensi (OSM)
- Grand-croix de l'ordre du Lion néerlandais ( Pays-Bas)
- Collier de l'ordre de l'Infant Dom Henri ( Portugal)
- Grand-croix de l'ordre du Mérite ( Portugal)
- Collier de l'ordre de l'Étoile de Roumanie ( Roumanie)
- Chevalier grand-croix honoraire de l'ordre du Bain ( Royaume-Uni)
- Grand-croix de l'ordre de la Double Croix Blanche ( Slovaquie)
- Médaille de l'ordre des mérites exceptionnels (en) ( Slovaquie)
- Chevalier de l'ordre des Séraphins ( Suède)